# Giovanni Giocondo
Fray Giovanni Giocondo (Verona, c. 1433 a 1515) fue un religioso, profesor y erudito italiano, destacado estudioso de la antigüedad clásica. Luego se convirtió en eminente anticuario, arqueólogo, ingeniero militar  y arquitecto, recordado sobre todo por haber publicado una de las primeras versiones impresas del De Architectura de Vitruvio.

## Biografía

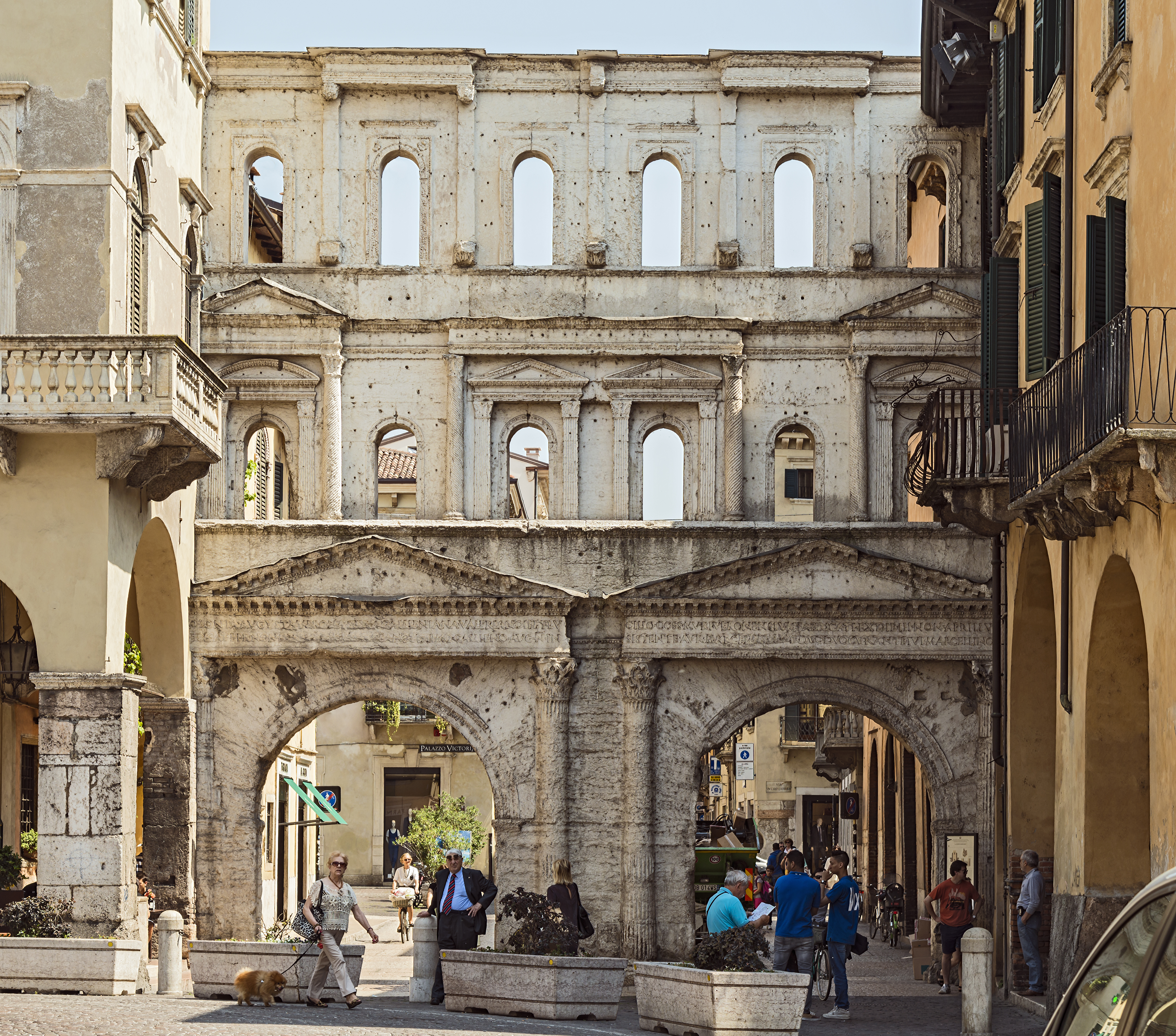
Porta Borsari, Verona

Ingresó en la Orden Dominicana a la edad de dieciocho años, y se convirtió en uno más de los muchos miembros de esa orden que fueron pioneros del Renacimiento. Sin embargo, posteriormente se hizo franciscano. Comenzó su carrera como profesor de latín y griego en Verona donde tuvo como alumno a Julius Caesar Scaliger.
El joven fraile, informado arqueólogo y muy diestro en el dibujo, visitó Roma donde dibujó los edificios de la antigüedad, escribió la historia de sus grandes monumentos y completó e interpretó muchas inscripciones deterioradas. Estimuló el renacimiento de los estudios clásicos a través de colecciones de antiguos manuscritos, una de las cuales, terminada en 1492, regaló a Lorenzo de Médicis. Pronto volvió a su ciudad natal, donde construyó varios puentes y proyectó fortificaciones para el Treviso, haciendo de arquitecto y de ingeniero e incluso de director a pie de obra de sus proyectos.

### Carrera profesional  como arquitecto
Proyectó lo que se considera el edificio más bello de Verona y uno de los más perfectos de Europa, el Palacio del Consiglio, famoso por las decoraciones de sus loggias, a solicitud de Maximiliano I de Habsburgo. Thomas de Quincey le atribuye también la iglesia de Santa Maria della Scala. Entonces, Venecia lo convocó en compañía de otros famosos arquitectos para discutir sobre la protección de la laguna frente a los ríos. El plan de Giocondo de alterar el curso del río Brenta desviándolo hacia el mar fue aceptado por los venecianos y la obra fue un completo éxito.

### Estancia en Francia

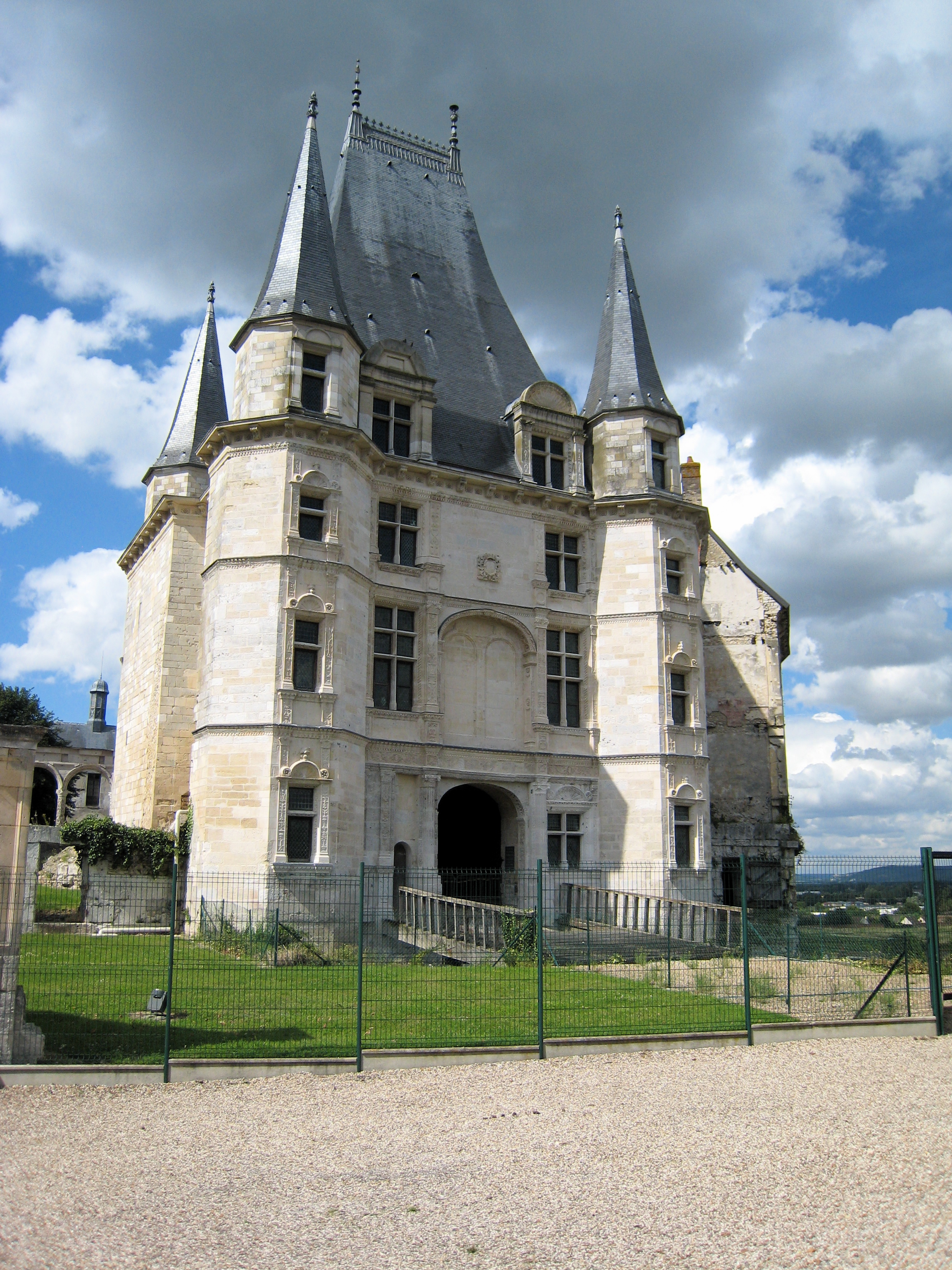
Pabellón de ingreso del castillo de Gaillon

En 1495 entró al servicio del rey Carlos VIII de Francia, como arquitecto real. Era entonces un dominicano mayor de 60 años, también conocido por su nombre francés Jean Joconde. Vivió diez años en Francia, en el castillo de Amboise (con sus fuentes y jardines) y en París, donde impartió cursos sobre Vitruvio. Fue el arquitecto de un puente de gran belleza en París, el  puente de Notre-Dame (1500-1512). Aportó su concurso a la construcción de varios edificios en Francia:
- en 1502, intervino en la realización de la Gran Cámara o Cámara de Oro, del Parlamento de París, destruida en 1871;[3]
- en 1504, dio los planos del nuevo hôtel de la Chambre des comptes en el palais de la Cité, en París;
- reconstruyó el  puente de Notre Dame de Paris, en 1507[4]
- trabajó en Amboise, en el château, en el hôtel Joyeuse[5] y probablemente en el  Château-Gaillard;
- puede  haber intervenido en 1506, a petición del cardenal de Ruan Georges d'Amboise, en el castillo de Gaillon (Eure), probable autor una portada que fue trasladada a París donde permaneció durante años en el patio de la École des Beaux-Arts para servir de modelo a los estudiantes de arquitectura, y que fue devuelta a su lugar original en 1977.

### Editor de Vitruvio

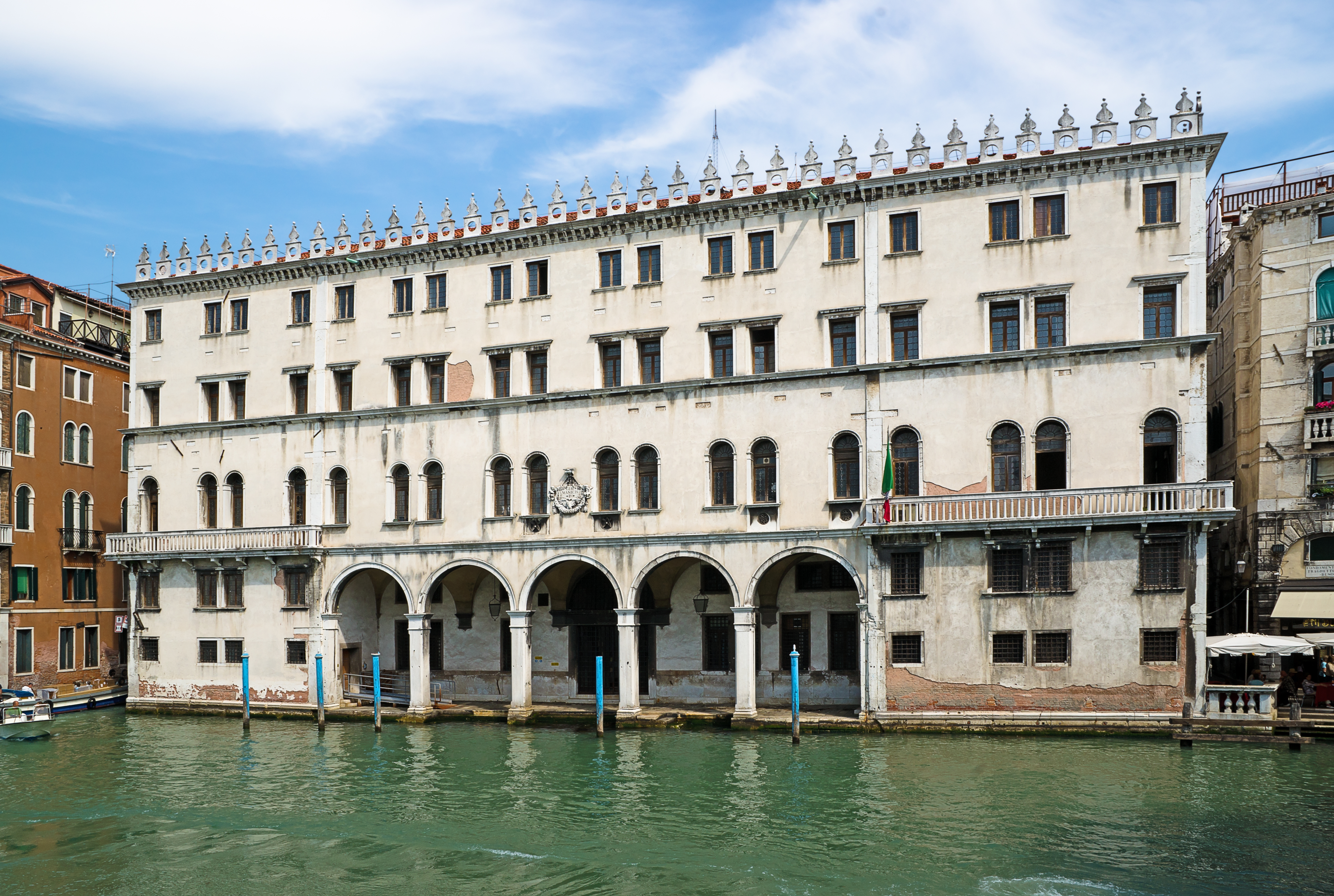
Fondaco dei Tedeschi.

Entre 1506 y 1508 volvió a Italia, escribió cuatro disertaciones sobre las aguas y los canales de Venecia y construyó el espléndido Fondaco dei Tedeschi (1508), decorado por Tiziano y Giorgione. En 1511, en Venecia, hizo una nueva edición de De Architectura , del escritor romano clásico Vitruvio, ilustrada con dibujos y dedicada al papa Julio II . Este libro tuvo una gran influencia en el desarrollo de la arquitectura renacentista. Cuando se quemaron el Rialto y sus alrededores en el año 1513, Giocondo fue uno de los arquitectos que presentó proyectos para el nuevo puente y las infraestructuras adyacentes, pero abandonó Venecia para regresar a Roma cuando la república eligió los proyectos de un rival. Llegó a la Ciudad del Vaticano en el año 1514, y a la muerte de Donato Bramante supervisó (en compañía de Rafael y Giuliano da Sangallo) la construcción de la basílica de San Pedro; fue Fra Giocondo quien mejoró y fortaleció los cimientos del edificio y los pilares que no habían sido correctamente diseñados para soportar la cúpula.

### Editor de  Plinio el Joven
En Francia, Giocondo descubrió un manuscrito de Plinio el Joven que contenía su correspondencia con Trajano. Lo publicó en París, con una dedicatoria a Luis XII.
También publicó en Italia dos ediciones de las Epístolas de Plinio, una de ellas impresa en Bolonia (1498) y la otra a la imprenta de Aldus Manutius (1508). Editó los Comentarios de Julio César e hizo el primer dibujo del puente de César sobre el río Rin. Publicó las obras de Julius Obsequens, Aurelius Victor, así como De re rustica de Catón. Aparte de sus conocimientos sobre matemática y la antigüedad clásica, fue profesor de teología escolástica. También fue autor de una famosa y muy citada carta, Carta a la Ilustrísima Condesa Allagia degli Aldobrandeschi, escrita en Navidad Anno Domini 1513.  Su última obra fue, probablemente, la reconstrucción del puente de Verona (1521) porque en una carta de 1513 enviada a Juliano de Médici, Giocondo aludía a sí mismo como "hombre viejo".